# Bahnstrecke Przemyśl–Chyriw
| Bahnhof in Chyriw |                                                                  |                                |                                |
| Streckennummer: | 102 (polnischer Teil)                                            |                                |                                |
| Streckenlänge: | 35,350 km                                                        |                                |                                |
| Spurweite: | Nyschankowytschi–Chyriw: 1520 mm Przemyśl Glówny–Chyriw: 1435 mm |                                |                                |
| Streckengeschwindigkeit: | 70 km/h                                                          |                                |                                |
| |                                                                  |                                |                                |
| \| \| \| von Kraków Główny \| \| \| \| 0 \| Przemyśl Glówny \| Przemyśl Glówny \| \| \| \| nach Lwiw Golownyj \| \| \| \| 1,681 \| Przemyśl Bakończyce \| Przemyśl Bakończyce \| \| \| 4,418 \| Przemyśl Pikulice \| Przemyśl Pikulice \| \| \| 9,060 \| Hermanowice \| Hermanowice \| \| \| 11,465 \| Malhowice \| Malhowice \| \| \| 12,292 \| Staatsgrenze \| Polen–Ukraine (seit 1944) \| \| \| 12,870 \| Nyschankowytschi (Нижанковичі) \| Nyschankowytschi (Нижанковичі) \| \| \| \| Wihor (Вігор) \| \| \| \| \| Borschtschowytschi (Борщовичі) \| \| \| \| 21,910 \| Nowe Misto (Нове Місто) \| Nowe Misto (Нове Місто) \| \| \| \| Bonewytschi (Боневичі) \| \| \| \| 26,110 \| Dobromyl (Добромиль) \| Dobromyl (Добромиль) \| \| \| \| Wyrwa (Вирва) \| \| \| \| \| Roschewe (Рожеве) \| \| \| \| 33,960 \| Chyriw-Posada (Хирів-Посада) \| Chyriw-Posada (Хирів-Посада) \| \| \| \| nach Stryj \| \| \| \| 35,350 \| Chyriw (Хирів) \| Chyriw (Хирів) \| \| \| \| nach Starjawa (–Zagórz) \| \| |                                                                  |                                |                                |
| Strecke |                                                                  | von Kraków Główny              | von Kraków Główny              |
| Bahnhof | 0                                                                | Przemyśl Glówny                | Przemyśl Glówny                |
| Abzweig geradeaus, nach links und von links |                                                                  | nach Lwiw Golownyj             | nach Lwiw Golownyj             |
| Dienststation / Betriebs- oder Güterbahnhof | 1,681                                                            | Przemyśl Bakończyce            | Przemyśl Bakończyce            |
| Dienststation / Betriebs- oder Güterbahnhof | 4,418                                                            | Przemyśl Pikulice              | Przemyśl Pikulice              |
| ehemaliger Bahnhof | 9,060                                                            | Hermanowice                    | Hermanowice                    |
| ehemaliger Bahnhof | 11,465                                                           | Malhowice                      | Malhowice                      |
| Grenze | 12,292                                                           | Staatsgrenze                   | Polen–Ukraine (seit 1944)      |
| Bahnhof | 12,870                                                           | Nyschankowytschi (Нижанковичі) | Nyschankowytschi (Нижанковичі) |
| Brücke über Wasserlauf |                                                                  | Wihor (Вігор)                  | Wihor (Вігор)                  |
| Haltepunkt / Haltestelle |                                                                  | Borschtschowytschi (Борщовичі) | Borschtschowytschi (Борщовичі) |
| Haltepunkt / Haltestelle | 21,910                                                           | Nowe Misto (Нове Місто)        | Nowe Misto (Нове Місто)        |
| Haltepunkt / Haltestelle |                                                                  | Bonewytschi (Боневичі)         | Bonewytschi (Боневичі)         |
| Haltepunkt / Haltestelle | 26,110                                                           | Dobromyl (Добромиль)           | Dobromyl (Добромиль)           |
| Brücke über Wasserlauf |                                                                  | Wyrwa (Вирва)                  | Wyrwa (Вирва)                  |
| Haltepunkt / Haltestelle |                                                                  | Roschewe (Рожеве)              | Roschewe (Рожеве)              |
| Bahnhof | 33,960                                                           | Chyriw-Posada (Хирів-Посада)   | Chyriw-Posada (Хирів-Посада)   |
| Abzweig geradeaus, nach links und von links |                                                                  | nach Stryj                     | nach Stryj                     |
| Bahnhof | 35,350                                                           | Chyriw (Хирів)                 | Chyriw (Хирів)                 |
| Strecke |                                                                  | nach Starjawa (–Zagórz)        | nach Starjawa (–Zagórz)        |

Die Bahnstrecke Przemyśl–Chyriw ist eine Eisenbahnverbindung in Polen und der Ukraine, die ursprünglich durch die Erste Ungarisch-Galizische Eisenbahn (EUGE) als Teil ihrer Hauptverbindung von Legenyemihályi (heute: Michaľany) nach Przemyśl erbaut und betrieben wurde. Sie zweigt in Przemyśl von der Bahnstrecke Kraków–Przemyśl ab und führt nach Chyriw.

## Geschichte
Die Strecke wurde durch die EUGE am 13. Mai 1872 eröffnet. Zweigleisig ausgebaut war sie Teil der leistungsfähigsten Strecke von Ungarn über die Karpaten nach Galizien. Der in Österreich gelegene Streckenteil wurde 1905 verstaatlicht und kam 1918 zu den Polnischen Staatsbahnen (PKP).
Während des Zweiten Weltkrieges wurde das Gebiet zunächst durch die Sowjetunion besetzt und die Bahnlinie auf Breitspur umgespurt. Dies wurde nach dem Überfall Deutschlands auf die Sowjetunion ab dem Sommer 1941 rückgängig gemacht. Die Strecke wurde unter der Kursbuchnummer 534a Przemysl – Chyrow geführt.
Nach dem Ende des Zweiten Weltkrieges fiel der südliche Teil der Strecke an die Sowjetunion. Die Strecke erhielt dort in der Folge ein Vierschienengleis für Regel- und Russische Breitspur. 
Am 22. April 1963 schlossen die Volksrepublik Polen und die Sowjetunion ein Abkommen zum Privilegierten Durchgangsverkehr in der Relation Przemyśl–Chyriw–Krościenko. Fortan konnten Züge der PKP auf Normalspur im Transit über sowjetisches Territorium verkehren, die dort jedoch keine Verkehrshalte aufwiesen. Dies endete 1995. Seither war der grenzüberschreitende Verkehr unterbrochen.
In der Folge des Russischen Überfalls auf die Ukraine wurde die grenzüberschreitende Strecke wieder in Stand gesetzt.